# La Véritable Histoire du Chat Botté
La Véritable Histoire du Chat Botté (no Brasil A Verdadeira História do Gato de Botas e em Portugal O Gato das Botas: A Verdadeira História) é um filme
francês, belga e suíço, dirigido por Jérôme Deschamps, Pascal Herold e Macha Makeïeff, lançado em 2009. O filme é a adaptação da popular história do "Gato de Botas", de Charles Perrault, que fala de um jovem que trabalha no moinho e se
apaixona por uma princesa. Ele então recebe ajuda do seu
gato que usa botas mágicas, mas encontram várias dificuldades pois a princesa já esta prometida para casamento.

## Elenco
- Jérôme Deschamps
- Yolande Moreau
- Louise Wallon
- Arthur Deschamps
- Jean-Claude Bolle-Reddat
- Atmen Kelif
- André Wilms